# River Rouge
River Rouge è una città degli Stati Uniti d'America nella contea di Wayne nello Stato del Michigan. Si tratta di un sobborgo sudoccidentale di Detroit.
Il nome deriva dall'omonimo fiume che l'attraversa e che qui sfocia creando l'isola di Zug; River in inglese significa appunto fiume e Rouge in francese rosso.